# Lal Bihari
Lal Bihari (Hindi लाल बिहारी Lāl Bihārī; * 1961 in Azamgarh, Uttar Pradesh) ist ein fälschlicherweise behördlich für tot Erklärter im indischen Bundesstaat Uttar Pradesh.
Ein Onkel, der seinen Landbesitz übernehmen wollte, ließ ihn am 30. Juli 1976 ohne sein Wissen während einer  Abwesenheit aus seinem Dorf für tot erklären. Als Bihari ein Darlehen beantragen wollte, fiel der Schwindel auf, und es begann ein Konflikt mit den Behörden um seine Wiederanerkennung als „Lebender“. Aufgrund seines erfolglosen Kampfes gegen die Behörden des Landes erlangte er in Indien einige Bekanntheit.
Er begann unter anderem schriftstellerisch tätig zu werden, versuchte in die Politik zu gehen und fiel dadurch auf, dass er selbst für seine Frau eine Witwenrente beantragte und seine eigene Beerdigung organisierte.
Erst 1994, nach 18 Jahren, wurde er offiziell wieder für lebendig erklärt. 1999 dann gründete er Mritak Sangh (Verein für tote Menschen), einen Verein, der für die Rechte derer kämpft, die das gleiche Schicksal erleiden müssen. Heute hat die Organisation mehr als 20.000 Mitglieder in ganz Indien und erreichte 2004, dass 4 Mitglieder wieder als lebend anerkannt wurden.
Er wurde am 2. Oktober 2003 mit dem Ig-Nobelpreis ausgezeichnet für seine Leistungen als lebender Toter in der Kategorie Frieden, genauer:
1. dafür, dass er aktiv lebte, obwohl er offiziell tot war,
2. für seine lebendige und postume Kampagne gegen bürokratische Trägheit und Korruption,
3. für die Gründung des Vereins für tote Menschen.

Lal Bihari konnte den Preis nicht persönlich entgegennehmen, da die US-Regierung ihm die Einreise verweigerte. Er schickte als Vertreter seinen Freund Madhu Kapoor, die Zeremonie wurde einige Wochen später in Indien wiederholt.
Der indische Filmemacher Satish Kaushik verfilmte 2021 das Leben und Wirken von Lal Bihari unter dem Namen Kaagaz.